# Peter Us
Peter Us, slovenski biolog in srednješolski profesor, ruskega rodu, * 20. oktober 1897, Aleksandrovka pri Azovu, Voroneška gubernija, Ruski imperij (danes Rostovska oblast, Rusija), † 5. september 1977, Ljubljana.

## Življenje in delo
Osnovno šolo je obiskoval v rojstnem kraju (1905-1908), gimnazijo v Azovu (1908-1916), biologijo, geografijo in fiziko je študiral na Filozofski fakulteti v Ljubljani, kjer je 1926 diplomiral in 1928 doktoriral. V letih 1926−1934 in 1945-1948 je kot profesor služboval na gimnaziji v Prokuplju, vmes 1934–1942 v Pirotu, 1948–65 (ko je šel v pokoj) pa na učiteljišču v Ljubljani. V letih 1952–1955 je sodeloval v uredniškem odboru Biološkega vestnika.
Peter Us je svoje delo usmeril predvsem v proučevanje kobilic v Jugoslaviji, zlasti v Srbiji. S tega področja je napisal veliko člankov in razprav v domačem časopisju, mdr.: Annalés Géologiqués de la Péninsule Balkanique (Beograd, 1933); Zaštita bilja (Bgd., 1960); Acta carsologica (1970); in v tujem npr.: Entomologists Monthly Magazine (Oxford); Beiträge zur Entomologie (Berlin, 1968) in druge.